# Unplugged 1991-2001 - The Complete Sessions
Unplugged 1991-2001 - The Complete Sessions è un doppio album dal vivo pubblicato dal gruppo musicale alternative rock dei R.E.M. nel 2014, edito per la Rhino Records. È il primo album pubblicato dopo lo scioglimento del gruppo avvenuto nel 2011.
Raccoglie le due performance del gruppo alla trasmissione televisiva MTV Unplugged, la prima del 1991 e la seconda di dieci anni dopo. Delle 33 tracce presenti su dischi 11 non sono state messe in onda.

## Tracce
Tutti i brani scritti da Bill Berry, Peter Buck, Mike Mills e Michael Stipe tranne dove indicato.

### Disco 1: 1991 Unplugged
1. Half a World Away - 3:58
2. Disturbance at the Heron House - 3:47
3. Radio Song  - 4:19
4. Low - 5:09
5. Perfect Circle - 4:13
6. Fall on Me - 3:21
7. Belong  -4:30
8. Love Is All Around (Reg Presley) - 3:22
9. It's the End of the World as We Know It (And I Feel Fine) - 4:36
10. Losing My Religion - 4:53
11. Pop Song 89 - 3:28
12. Endgame - 3:41
13. Fretless - 5:33
14. Swan Swan H - 3:00
15. Rotary 11 - 1:48
16. Get Up - 2:53
17. World Leader Pretend - 4:57

### Disco 2: 2001 Unplugged
1. All the Way to Reno (You're Gonna Be a Star) (Buck, Mills, Stipe) - 4:27
2. Electrolite - 4:05
3. At My Most Beautiful (Buck, Mills, Stipe) - 3:25
4. Daysleeper (Buck, Mills, Stipe) - 3:12
5. So. Central Rain (I'm Sorry) - 4:05
6. Losing My Religion - 4:43
7. Country Feedback - 5:25
8. Cuyahoga - 4:30
9. Imitation of Life (Buck, Mills, Stipe) - 4:12
10. Find the River - 3:59
11. The One I Love - 3:33
12. Disappear (Buck, Mills, Stipe) - 4:00
13. Beat a Drum (Buck, Mills, Stipe) - 4:27
14. I've Been High (Buck, Mills, Stipe) - 3:20
15. I'll Take the Rain (Buck, Mills, Stipe) - 5:36
16. Sad Professor (Buck, Mills, Stipe) - 4:29

## Formazione

### 1991 Unplugged
- Michael Stipe - voce
- Bill Berry - congas, tamburello, basso, cori
- Peter Buck - chitarra acustica, mandolino
- Mick Mills - basso, cori, organo Hammond

#### Altri musicisti
- Peter Holsapple - chitarra, basso, organo

### 2001 Unplugged
- Michael Stipe - voce
- Peter Buck - chitarra acustica, mandolino, banjo, basso
- Mick Mills - basso, cori, pianoforte, chitarra acustica, organo a pompa

#### Altri musicisti
- Scott McCaughey - pianoforte, chitarra acustica, vibrafono, organo a pompa, cori
- Ken Stringfellow - pianoforte, chitarra acustica, cori
- Joey Waronker - batteria, percussioni

## Classifiche
| Classifica (2014)         | Posizione massima |
| ------------------------- | ----------------- |
| Austria                   | 33                |
| Belgio (Fiandre)          | 19                |
| Belgio (Vallonia)         | 50                |
| Germania                  | 28                |
| Italia                    | 27                |
| Paesi Bassi               | 20                |
| Regno Unito               | 22                |
| Spagna                    | 60                |
| Stati Uniti               | 21                |
| Stati Uniti (alternative) | 7                 |
| Stati Uniti (rock)        | 7                 |
| Svizzera                  | 56                |